# ويسلي لوتوا
ويسلي لوتوا (25 أغسطس 1987 في فرنسا - ) (بالفرنسية: Wesley Lautoa)‏ هو لاعب كرة قدم فرنسي في مركز الدفاع. شارك مع منتخب كاليدونيا الجديدة لكرة القدم. أما مع النوادي، فقد لعب مع نادي سيدان ونادي لوريان وAFC Compiègne ‏ وRC Épernay Champagne ‏.

## وصلات خارجية
- ويسلي لوتوا على موقع قاعدة بيانات كرة القدم.إي يو (الإنجليزية)
- ويسلي لوتوا على موقع ليكيب (الفرنسية)
- ويسلي لوتوا على موقع Soccerway.com (الإنجليزية)
- ويسلي لوتوا على موقع AS.com (الإسبانية)